# Marathon Media
Marathon Media (también conocida como Marathon Studios o Marathon Media Group), fue una compañía de producción de televisión francesa en todo el mundo con sede en Neuilly-sur-Seine que produce programas para todas las edades.

## Historia
Marathon Media, uno de los pilares de Zodiak Kids, se ha convertido en uno de los productores líderes de animación francesa. La compañía incluye un estudio de animación y un departamento de licencias (productos de consumo Zodiak Kids París). Los productos son distribuidos en su mayoría por Marathon International.
Los programas están dobladas al francés (que es el 1.º oficial), japonés (2.º oficial), inglés, tailandés, alemán, holandés, malayo, árabe, italiano, rumano, español, portugués, y otros idiomas doblados y mostrados en todo el mundo.
Fue fundada en 1990 por el productor francés Vincent Chalvon-Demersay, y quien fue presidente de la compañía hasta su renuncia en 2013.
En 2007 la compañía Marathon Media Group fue adquirida por De Agostini y posteriormente empezó a trabajar como filiar de Zodiak Entertainment, cambiando de nombre a Marathon Media desde 2008. El 29 de febrero de 2008, la compañía adquirió la KMProduction, creado por el director Renaud Le Van Kim.

## Producciones

### Animaciones
- Enigma
- Famoso 5: En el Caso
- Kassai Y Leuk
- Gormiti
- Marsupilami
- Martin Mystery
- Misión: Odisea
- Monster Buster Club
- La Banda de Mozart (coproducción con BRB Internacional)
- The Selfish (coproducción con Francia 3)
- Mythic Warriors: Guardians of the Legend
- Las increíbles aventuras de Team Galaxy[4]
- El Mundo Secreto de Santa Claus
- The Amazing Spiez! (coproducción con Image Entertainment Corporation, TF1, Teletoon, Telifilm Canada y Canal J)
- Redakai: Conquer the Kairu
- Totally Spies!
- LoliRock[5]
- Rekkit Rabbit
- Get Blake!  (coproducción con Nickelodeon EE. UU.)
- Asterix (co-Producción con Nelvana)

### Series
- 15 Love

- Sisterhood
- Summer crush
- 15/Love
- The intrepids
- Secrets every woman is a suspected
- Saint Tropez
- Dock 13
- 72 hours
- Dolmen
- The challengers

### Documentales
- Born Wild
- Born World